# Romería de San Isidro de Badajoz
La Romería de San Isidro de Badajoz es la tradicional Romería en honor a San Isidro Labrador celebrada en Badajoz (España), en la dehesa municipal de Tres Arroyos (a unos 4 km del centro urbano), siendo la segunda romería más importante de la localidad después de la Romería de Bótoa. Aunque la fiesta de San Isidro es el día 15, desde 1985 se viene celebrando en Badajoz el segundo o tercer domingo de mayo, prevaleciendo la impronta pascual sobre la memoria del Santo, teniendo lugar el sexto domingo de Pascua.
Esta tradición es relativamente reciente, pues data de 1956, sobre una tradición anterior, fecha en que se constituye la Hermandad y Cofradía de San Isidro, promovida por los labradores y ganaderos del término, siendo la  festividad del patrón de los campos, día que hasta hace poco tiempo fue festivo en Badajoz.

## Historia
La historia de la Ermita de San Isidro de Badajoz se remonta a la década de 1950, cuando la Hermandad de Labradores y Ganaderos de Badajoz pidió permiso para construir un templo en honor al Patrón de los Campos, celebrándose en Tres Arroyos desde 1956, sobre una tradición anterior con referencias en 1946. La Hermandad de San Isidro Labrador de Badajoz viene celebrando esta tradicional festividad, siendo tradicionalmente una fiesta local de la ciudad de Badajoz. 
En la actualidad el Arzobispado de Mérida-Badajoz tiene encomendada la ermita a la Parroquia de San Pedro de Alcántara.
Con la celebración del 50 aniversario de la fundación de la Cofradía se llevó al patrón de la hermandad en procesión desde la ermita hasta la Parroquia de San Andrés (Badajoz).

## Festividad
En la ermita tiene lugar la misa mayor, presidida desde el atrio exterior por la propia imagen. La imagen del santo es llevada por costaleros, al que preceden los caballistas y el estandarte de la hermandad. Al acabar la procesión los devotos cogen las tradicionales espigas bendecidas que adornan las andas del santo. Una vez finalizados los actos religiosos los pacenses pasan un agradable día de campo entre las encinas, degustando la cocina tradicional, así como diversas actividades, destacando el Grupo de Coros y Danzas de Badajoz.